# 도키 (열차)
도키 또는 토키(일본어: とき)는 동일본 여객철도가 운영하는 조에쓰 신칸센에서 운행개시된 고속열차로 도키의 경우 일본어로 따오기를 의미한다. 열차 등급을 표시하는 고유색은 빨간색이다.

## 역사

### 일본국유철도시절
1962년 6월 10일에 일본국유철도에서 특급열차로 신설했다. 당시 도쿄 우에노에서 니가타까지 운행했다. 161계 차량으로 운행을 시작했고 같은 해 6월에 165계 차량으로 변경되었다. 1964년 니가타 지진의 영향으로 운행이 중단되었다. 1965년 3월에 왕복 2회로 증편이 되었고 1966년에 1편이 추가로 증회되었다.
1969년 10월 1일에 정규 열차로 전환되면서 특급으로 승격되었다. 1972년 3월에 다이야 개정으로 1회 증회되었다. 같은 해 10월에 3회 증회 되었다. 1973년 4월에 조에쓰 신칸센 건설이 시작되면서 우에노로 단축 되었다. 1974년에 183계 차량을 도입했다.
1978년 6월에 식당차 영업이 중단되었다. 1981년에 자유석 1량이 금연석이 실시되었다. 1982년 11월 14일에 조에쓰 신칸센 개통과 함께 등급이 폐지되었다.

### 신칸센 시절
1982년 11월 15일에 조에쓰 신칸센 개통과 함께 등급이 신설된 열차로 도쿄 ~ 니가타를 운행했다. 당시 전 역 정차로 운행했으며 1994년에 E1계를 도입했다.
1997년 10월에 열차 이름이 아사히로 통합되었다. 그와 동시에 별도로 다니가와를 신설했다. 1998년 12월에 다이야 개정으로 E2계 운행을 시작했다. 2000년 12월 31일에 도쿄 방면 운행 시 Max 아사마 336호 열차를 밀레나리오 Max 아사마 336호(일본어: ミレナリオMaxあさひ336号)로 운행했다. 2001년에 E4계를 도입했다. 2002년 FIFA 월드컵이 일본 개최로 니가타 스타디움에 방문한 승객들의 편의를 위해 임시 열차를 운행했다. 아사마와 이름이 비슷하여 헷갈릴 수 있다는 이유로 같은 해 12월 1일에 현재의 명칭으로 변경되었다. 2004년 3월 13일에 다이야 개정으로 E2계 차량 운행을 중단했다. 같은 해 10월 23일에 발생한 니가타현 주에쓰 지진으로 인해 조에쓰 신칸센 운행이 중단되었다가 같은 해 12월 28일에 임시 다이야 개정으로 복귀시키고 이후 정상 운행에 들어갔다.
2007년에 전 차량 금연 정책 실시했다. 2012년 3월에 조에쓰 신칸센 에치고유자와 이북 구간에 16량 편성을 영업 운전을 시작했다. 같은 해 10월에 E1계 차량이 퇴역하면서 E4계 차량으로 대체되었다.
2013년 3월에 다이야 개정으로 200계 차량이 퇴역되면서 E2계 차량이 다시 도입되었다. 그와 동시에 도쿄 ~ 니가타간 왕복 1회로 무정차에서 오미야 중간 정차로 변경되었다.
일부 시간대에 E4계 운행으로 변경과 동시에 Max 도키 열차와 중련하는 경우 도쿄 방면 운행 시 다카사키에서 중련 운행 및 니가타 방면 운행 시 Max 다니가와의 경우 에치고유자와까지 운행하며 Max 도키의 경우 에치고유자와에서 분리해 니가타까지 8량 편성으로 운행하는 시간으로 변경되었다.
2015년에 다이야 개정과 함께 차내 판매를 종료와 동시에 310호 열차가 오미야 정차로 변경되면서 모든 열차가 오미야에 정차하게 되었다. 2016년 4월 29일부터 주말 및 공휴일로 한정해 겐비 신칸센(일본어: 現美新幹線)으로 운행하기 시작했다. 이 열차는 에치고유자와 ~ 니가타를 연결하는 노선으로 E3계로 운행한다.
2017년 4월 동일본여객철도의 발표에 따르면 오는 2018년부터 E4계 교체와 동시에 E7계 차량 도입을 확정했고 2019년 3월 16일부터 E7계 운행과 동시에 도키, 다니가와 노선에 그랜클래스 좌석을 제공이 시작되었다.

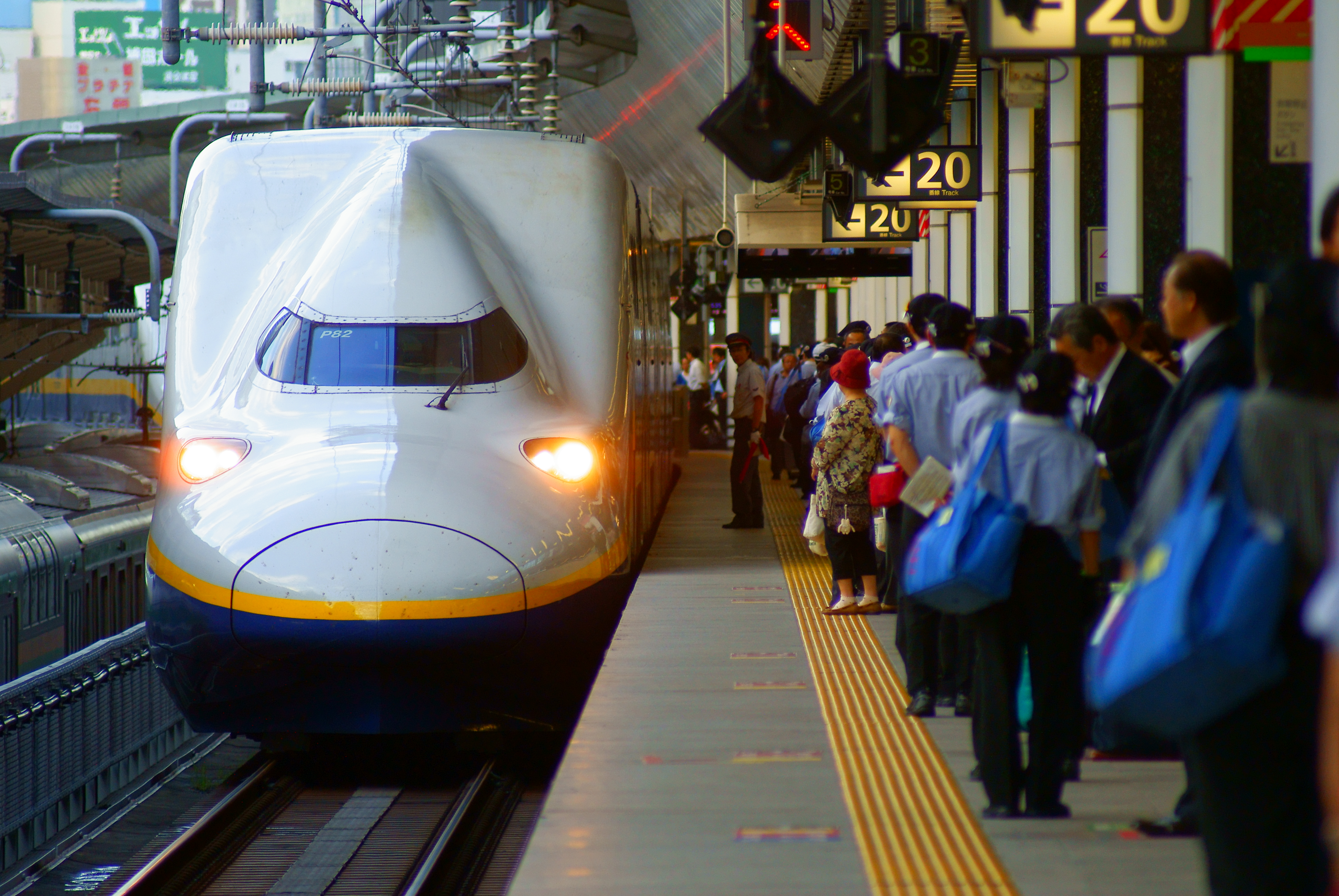
신칸센 E4계
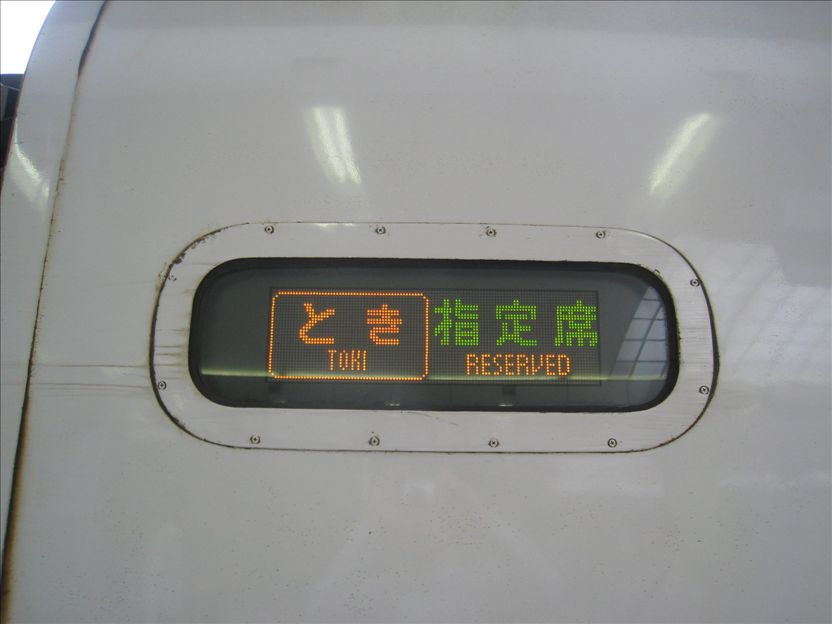
도키 200계 행선지
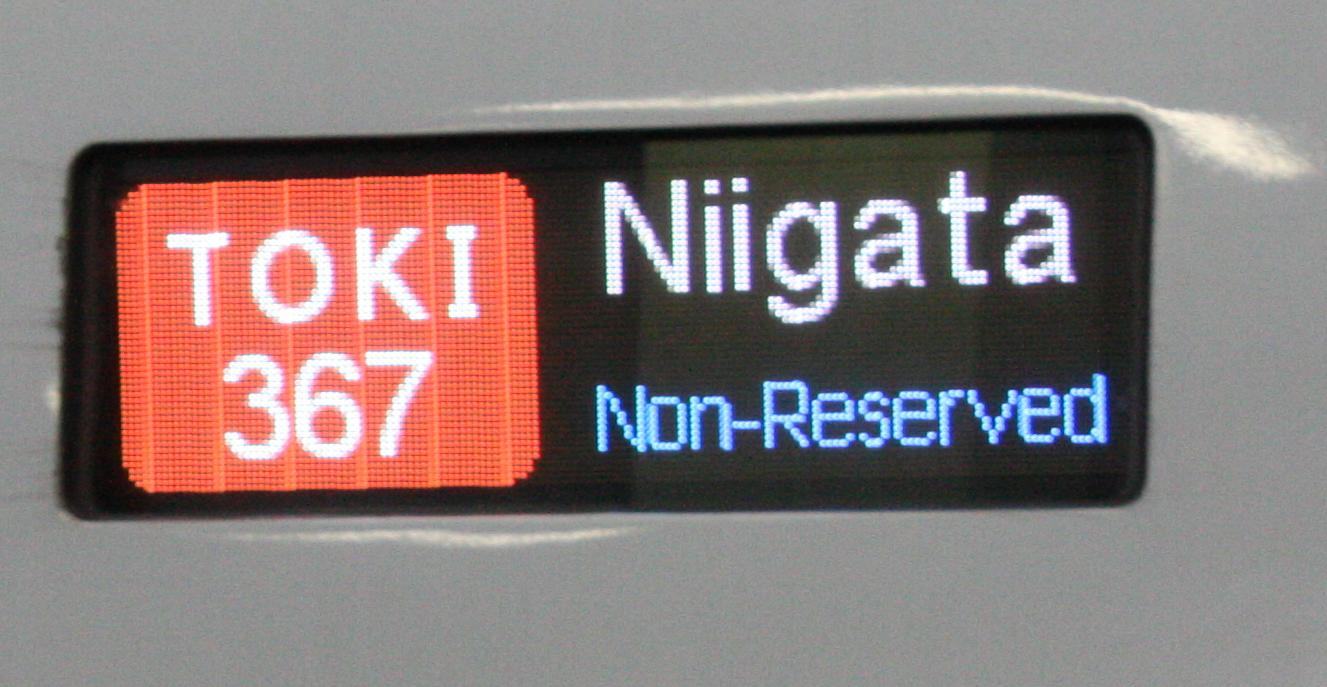
도키 E2계 행선지

## 기타 유형

### Max 도키
Max 도키(일본어: Max とき)는 도키중 2층 차량을 이용하는 고속열차의 명칭으로 주로 E1계, E4계 차량을 의미한다. E4계의 경우 8량 편성과 2편성 중련 운행하는 유형이 있으며 그 중 16량 편성으로 운행하는 Max 다니가와 열차와 중련하는 경우 도쿄 방면 운행 시 다카사키에서 병결한다. 니가타 방면 운행 시 에치고유자와에서 분리해 니가타까지 8량 편성으로 운행했다.

### 겐비 신칸센
겐비 신칸센(일본어: 現美新幹線)은 2016년 4월 29일부터 2020년 12월 19일까지 운행한 관광열차로 에치고유자와 ~ 니가타 구간을 운행한다. 이 열차의 디자인은 일본의 사진작가이자 영화 감독인 니나가와 미카가 했으며 R19호의 경우 2002년에 도입해 아키타 신칸센에서 운용했으나 E6계의 도입되면서 조에쓰 신칸센 노선에 투입하기 위해 차량 전면보수와 디자인 변경을 통해 운행하기 시작했다.

## 운행 현황
| 운행 노선       | 열차 번호     | 운행 구간             | 차량 | 비고                              |
| --------------- | ------------- | --------------------- | ---- | --------------------------------- |
| 도호쿠 & 조에쓰 | 300호 ~ 351호 | 도쿄 ~ 니가타         | E7계 | 311호, 312호의 경우 오미야만 정차 |
| 조에쓰          | 480호 ~ 481호 | 에치고유자와 ~ 니가타 | E7계 | 첫차 & 막차 시간대에 운행         |
| 조에쓰          | 491호         | 나가오카 ~ 니가타     | E7계 | 평일 시간대 운행                  |

1. ↑  300호, 309호, 343호, 348호의 경우 다니가와와 중련 운행한다.

## 정차역
기본적으로 조에쓰 신칸센의 도키는 도쿄에서 발착하여, 오미야만 정차하는 쾌속 및 오미야에서 나가오카까지 무정차로 운행하는 유형과 모든 역에 정차하는 완행까지 다양한 정차패턴이 나오므로 탑승 시 주의해야 한다.
| 운행 횟수 | 도쿄 | 우에노 | 오미야 | 구마가야 | 혼조와세다 | 다카사키 | 조모코겐 | 에치고유자와 | 우라사 | 나가오카 | 쓰바메산조 | 니가타 | 비고                                                      |
| --- | ---- | ------ | ------ | -------- | ---------- | -------- | -------- | ------------ | ------ | -------- | ---------- | ------ | --------------------------------------------------------- |
| 하행 1회 상행 1회 | ●    | ↔      | ●1     | ↔        | ↔          | ↔        | ↔        | ↔            | ↔      | ↔        | ↔          | ●      | 하루 2회 왕복 운행                                        |
| 하행 1회 상행 1회 | ●    | ●      | ●      | ↔        | ↔          | ↔        | ↔        | ↔            | ■      | ●        | ■          | ●      | 하행 1회 쓰바메산조 무정차 상행 1회 우라사 무정차         |
| 하행 2회 상행 2회 | ●    | ●      | ●      | ↔        | ↔          | ↔        | ↔        | ■            | ↔      | ●        | ●          | ●      | 하행 2회 에치고유자와 무정차                              |
| 하행 5회 상행 4회 | ●    | ●      | ●      | ↔        | ↔          | ■        | ↔        | ●            | ■      | ●        | ●          | ●      | 하행 2회 다카사키, 우라사 무정차 상행 2회 다카사키 무정차 |
| 하행 1회 상행 1회 | ●    | ●      | ●      | ↔        | ↔          | ●        | ●        | ●            | ■      | ●        | ■          | ●      | 하행 1회 쓰바메산조 무정차 상행 1회 우라사 무정차         |
| 하행 2회 상행 3회 | ●    | ●      | ●      | ↔        | ↔          | ●        | ●        | ●            | ●      | ●        | ●          | ●      |                                                           |
| 하행 5회 상행 5회 | ●    | ●      | ●      | ●        | ↔          | ●        | ●        | ●            | ■      | ●        | ●          | ●      | 하행 2회 우라사 무정차                                    |
| 상행 2회 | ●    | ●      | ●      | ●        | ■          | ●        | ↔        | ↔            | ↔      | ●        | ●          | ●      | 상행 1회 혼조와세다 무정차                                |
| 하행 3회 상행 2회 | ●    | ●      | ●      | ●        | ■          | ●        | ↔        | ↔            | ●      | ●        | ●          | ●      | 하행 2회 혼조와세다 무정차                                |
| 하행 1회 상행 1회 | ●    | ●      | ●      | ●        | ●          | ●        | ↔        | ●            | ●      | ●        | ●          | ●      |                                                           |
| 하행 1회 | ●    | ●      | ●      | ●        | ●          | ●        | ●        | ●            | ↔      | ●        | ●          | ●      |                                                           |
| 하행 4회 상행 3회 | ●    | ●      | ●      | ●        | ●          | ●        | ●        | ●            | ●      | ●        | ●          | ●      | 완행 노선                                                 |
| 하행 1회 상행 1회 |      |        |        |          |            |          |          | ●            | ●      | ●        | ●          | ●      | 하루 2회 왕복 운행                                        |
| 하행 1회 |      |        |        |          |            |          |          |              |        | ●        | ●          | ●      | 하루 1회 왕복 운행2                                       |
| 1 2013년 3월에 다이야 개정으로 추가로 정차하기 시작했다. 2 하루 1회 니가타 방면만 운행하며 주말 및 공휴일에는 운행하지 않는다. |      |        |        |          |            |          |          |              |        |          |            |        |                                                           |
| ●＝정차；■＝일부 정차；↔＝통과                                                                                                 |      |        |        |          |            |          |          |              |        |          |            |        |                                                           |

## 운행 열차

### 현재 운행하는 열차
- E7계[20]

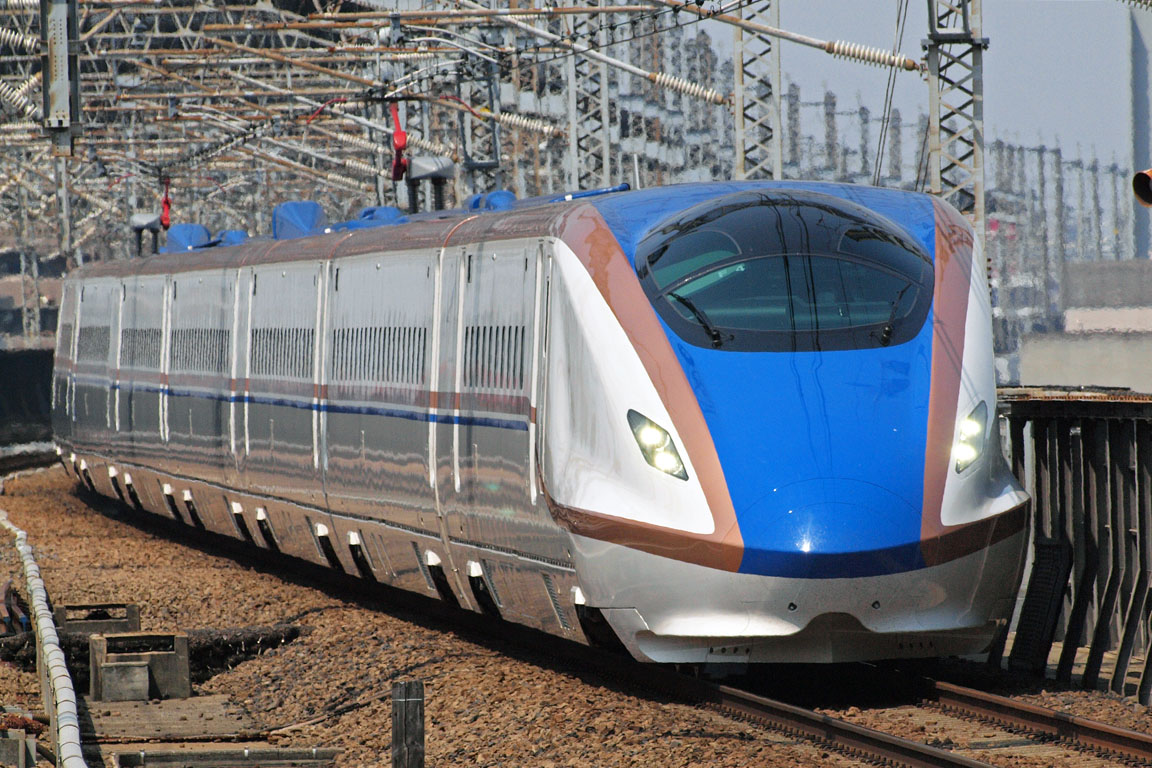
신칸센 E7계

### 퇴역 및 과거 운행 열차
일본국유철도 시절
- 183계

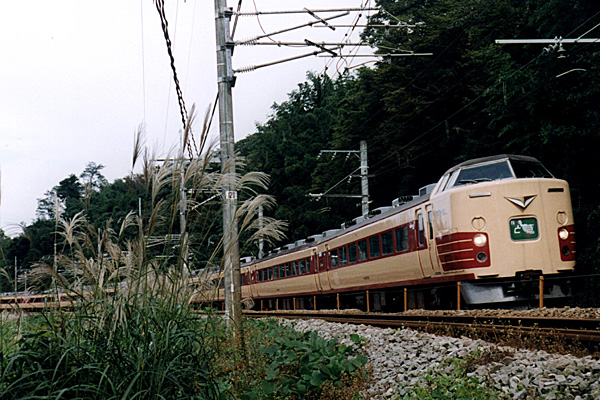
183계

신칸센 시절
- 200계 (2013년까지 운행)
- E1계 (Max 도키, 2012년까지 운행)
- E2계[7]
- E4계 (Max 도키, 2021년까지 운행)

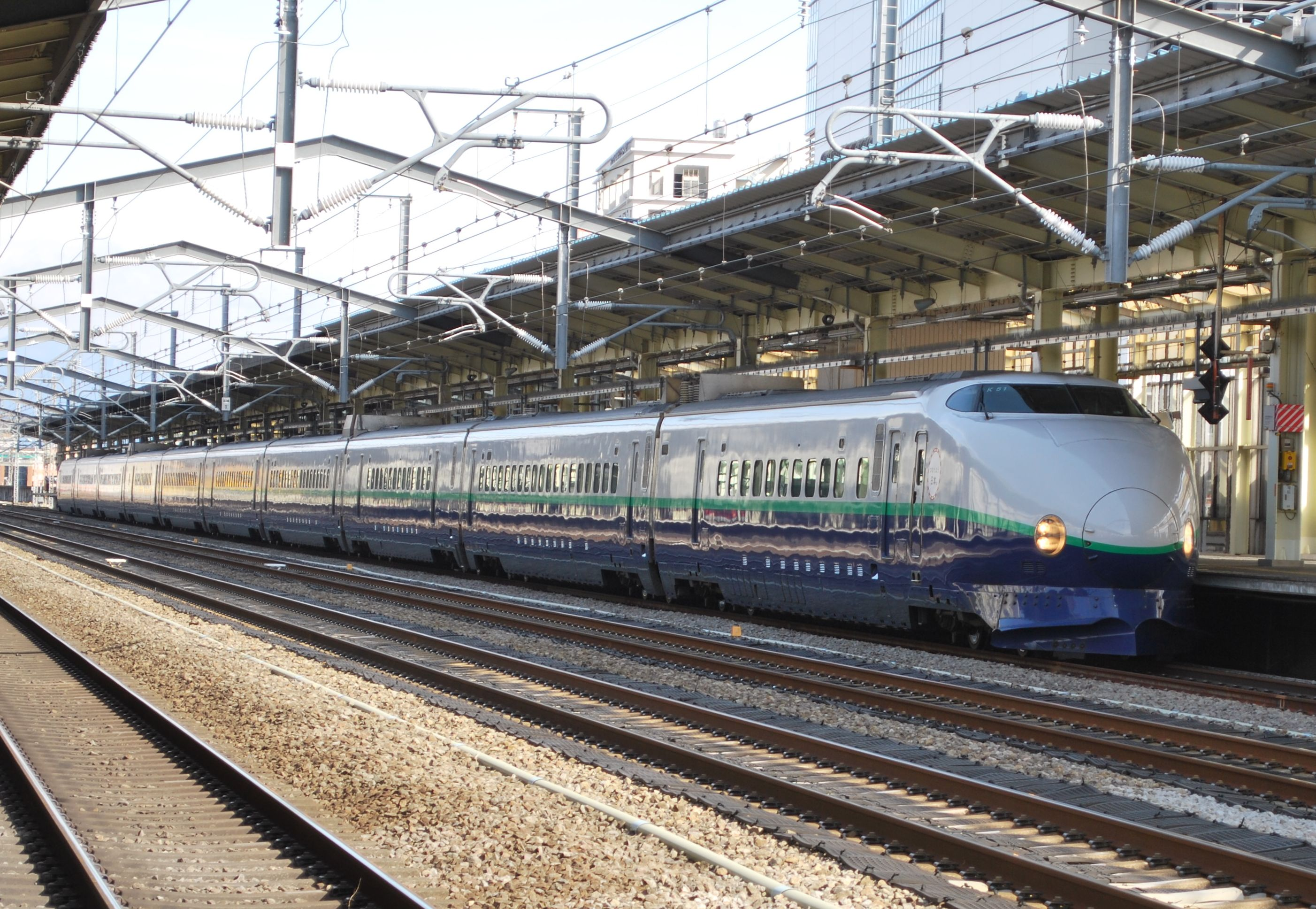
신칸센 200계
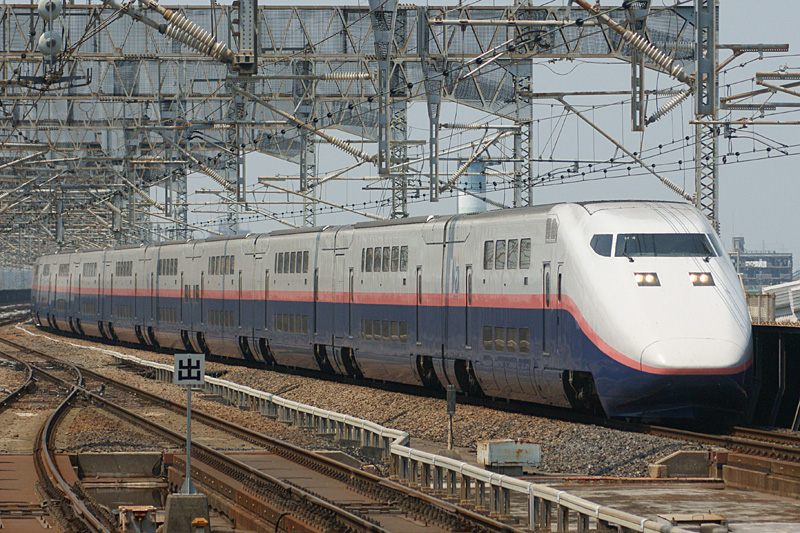
신칸센 E1계
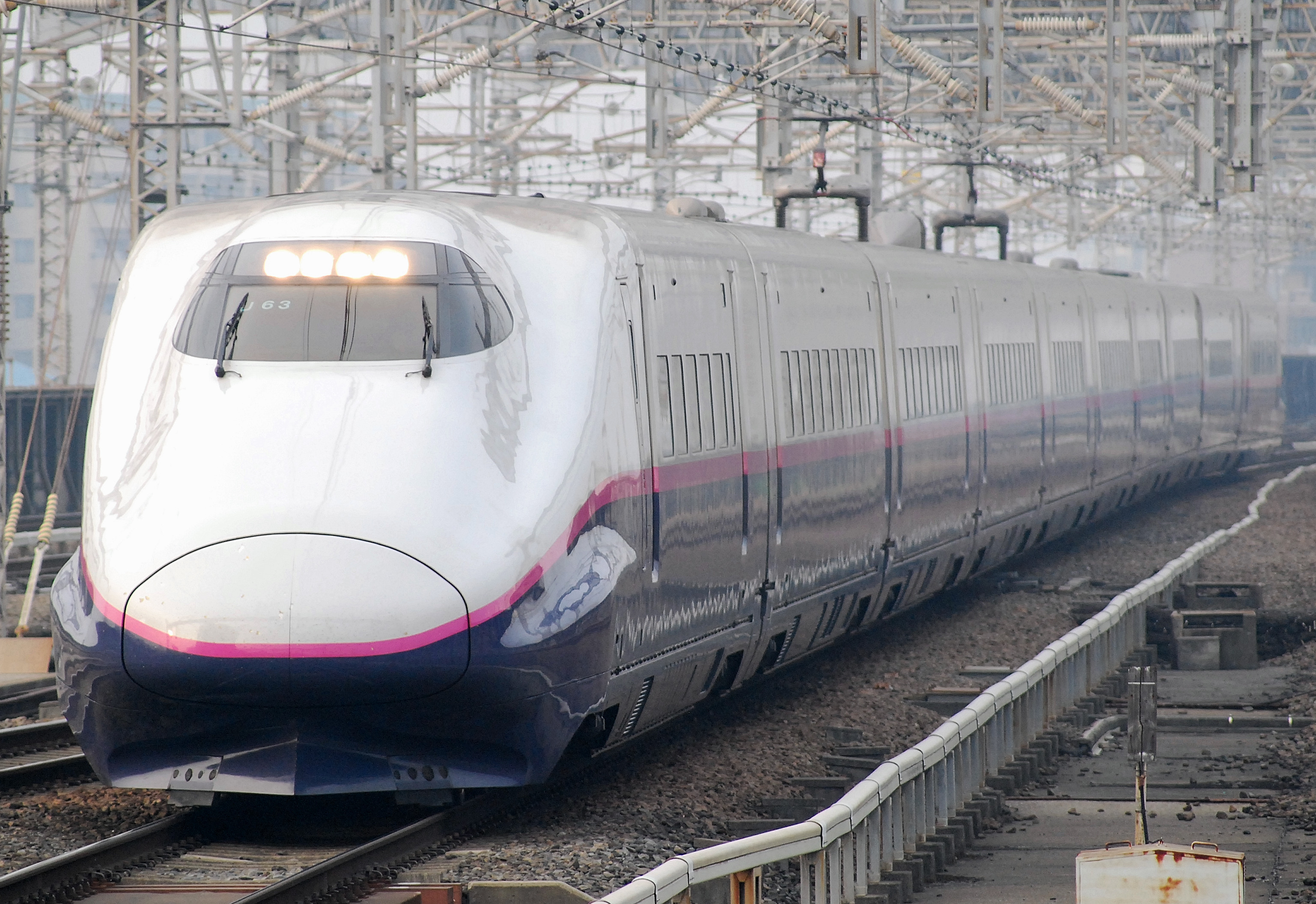
신칸센 E2계
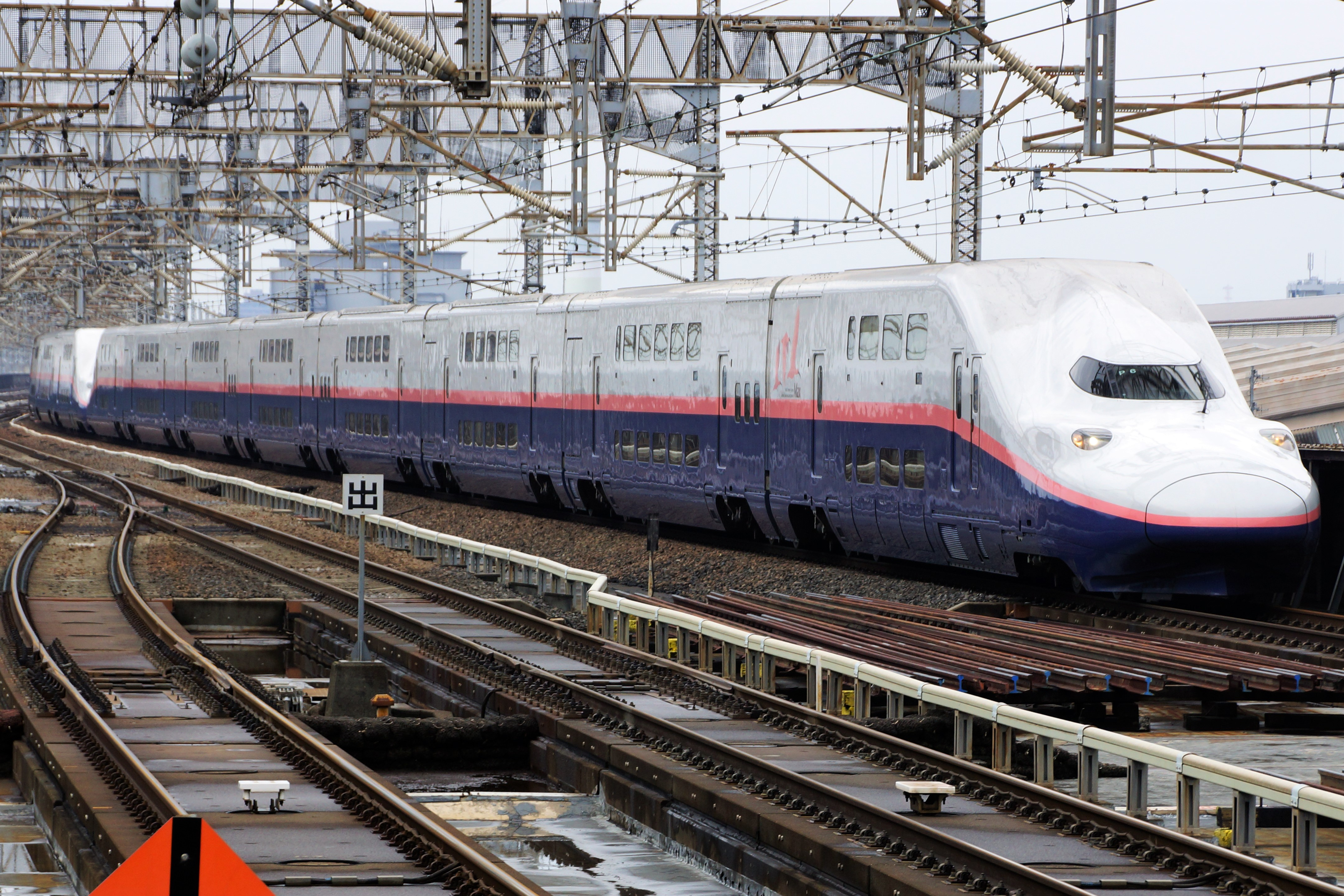
신칸센 E4계

## 객차 구성

### E7계[21]
| 호차 | 1      | 2      | 3           | 4      | 5      | 6      | 7                       | 8      | 9      | 10     | 11                 | 12         |
| ---- | ------ | ------ | ----------- | ------ | ------ | ------ | ----------------------- | ------ | ------ | ------ | ------------------ | ---------- |
| 좌석 | 자유석 | 자유석 | 자유석      | 자유석 | 지정석 | 지정석 | 지정석                  | 지정석 | 지정석 | 지정석 | 그린차             | 그랜클래스 |
| 시설 | 화장실 |        | 화장실 전화 |        | 화장실 |        | 화장실 전화 장애인 시설 |        | 화장실 |        | 화장실 장애인 시설 | 화장실     |

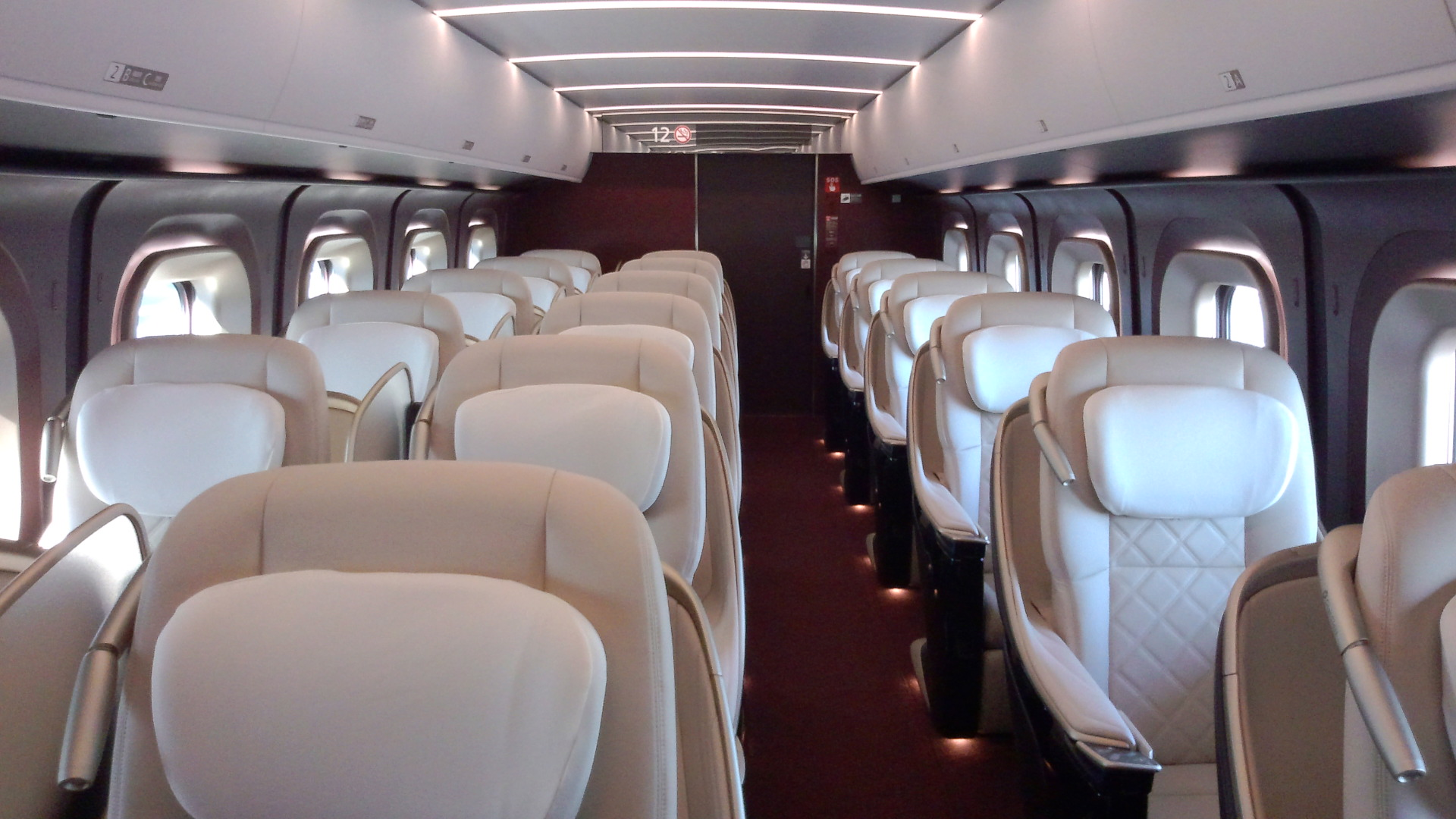
12호차 그랜클래스
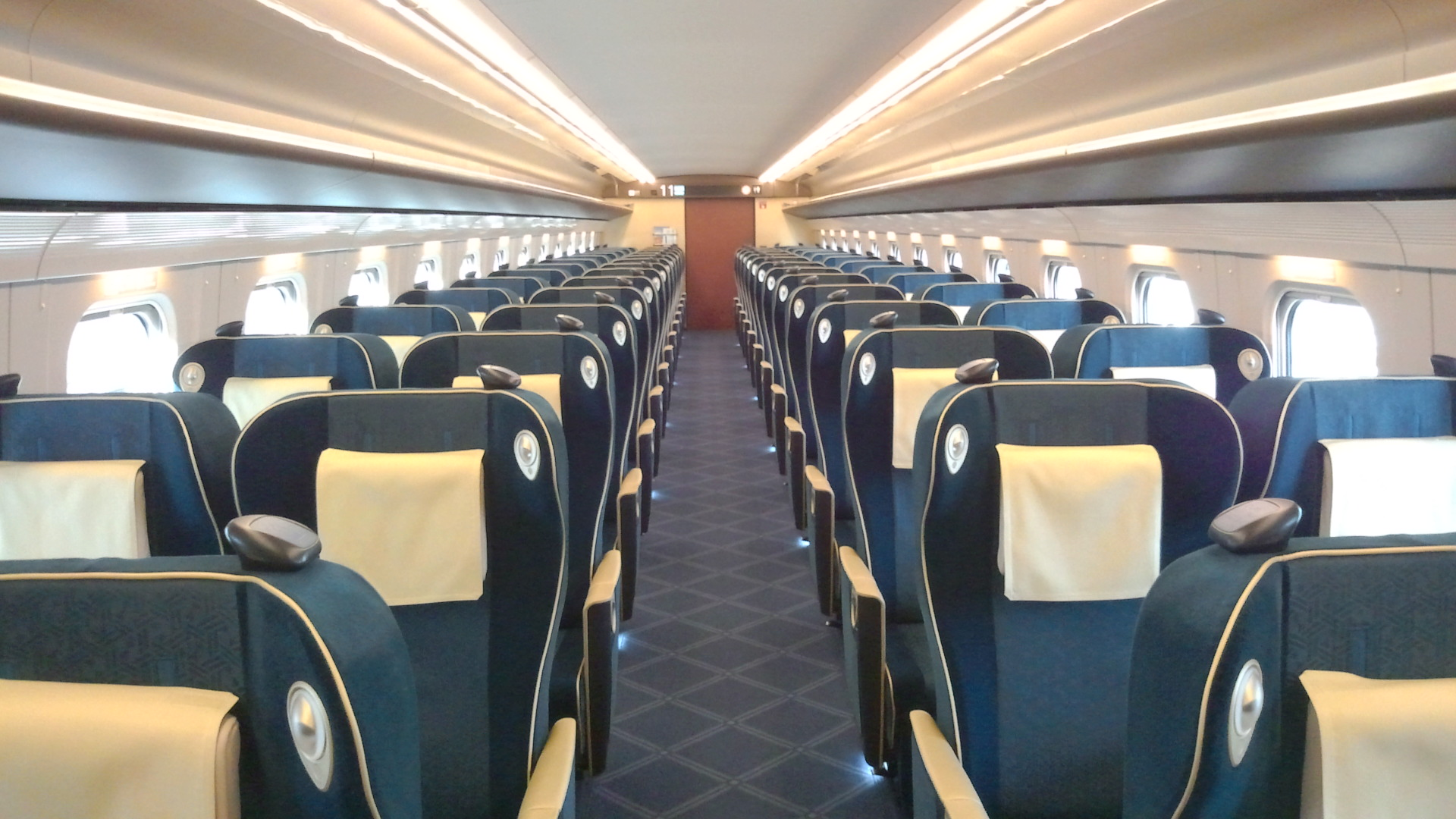
11호차 그린차
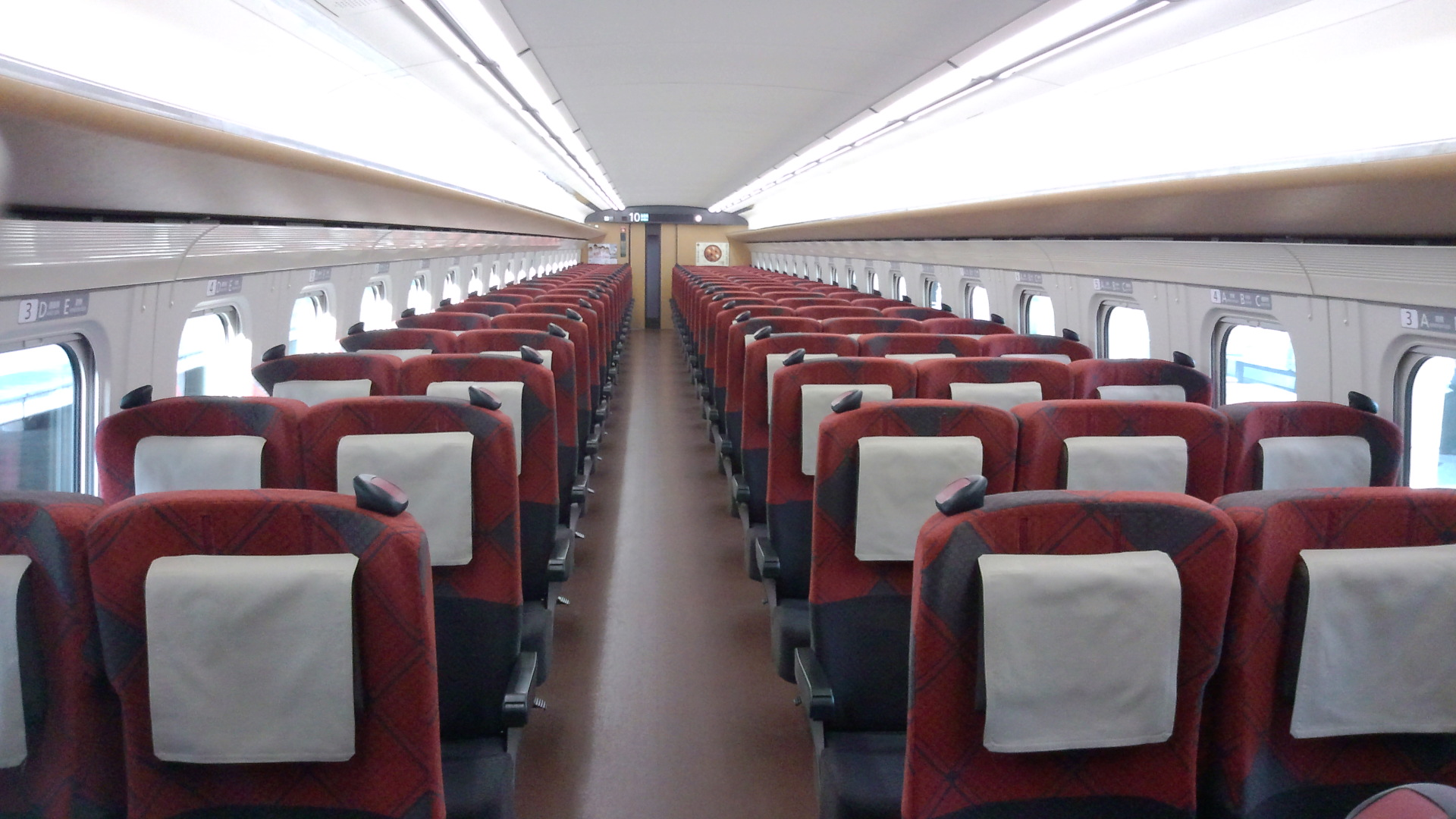
10호차 좌석

## 사건 및 사고
2004년 10월 23일 17시 56분경에 발생한 니가타현 주에쓰 지진에 의해, 도쿄발 니가타행 도키 325호(200계 K25편성·10량 리뉴얼 편성)이 시속 약 200km로 주행 중, 나가오카역을 약 5km 앞둔 다키타니 터널 근처에서 10량 중 8량이 탈선했다. 이 사고로 JR동일본 사장은 지진의 심각성을 깨닫고 신칸센의 내진 설계를 보완하겠다고 발표하였다.